# Bisson (1912)
Bisson – francuski niszczyciel z okresu I wojny światowej. Jednostka typu Bisson. Okręt wyposażony w cztery kotły parowe opalane ropą i turbiny parowe. Zapas paliwa 165 ton. Do 1918 roku operował na Morzu Śródziemnym. 13 sierpnia 1915 roku "Bisson" zatopił austro-węgierski okręt podwodny SM U-3, a następnie uratował 12 członków załogi U-Boota. W 1917 roku wziął udział w bitwie w Cieśninie Otranto. W 1918 roku bazą okrętu był port w Mudros. W 1919 roku operuje na Morzu Czarnym. W czerwcu 1933 roku skreślony z listy floty. W 1939 roku sprzedany stoczni złomowej.